# Frans Floris de Vriendt

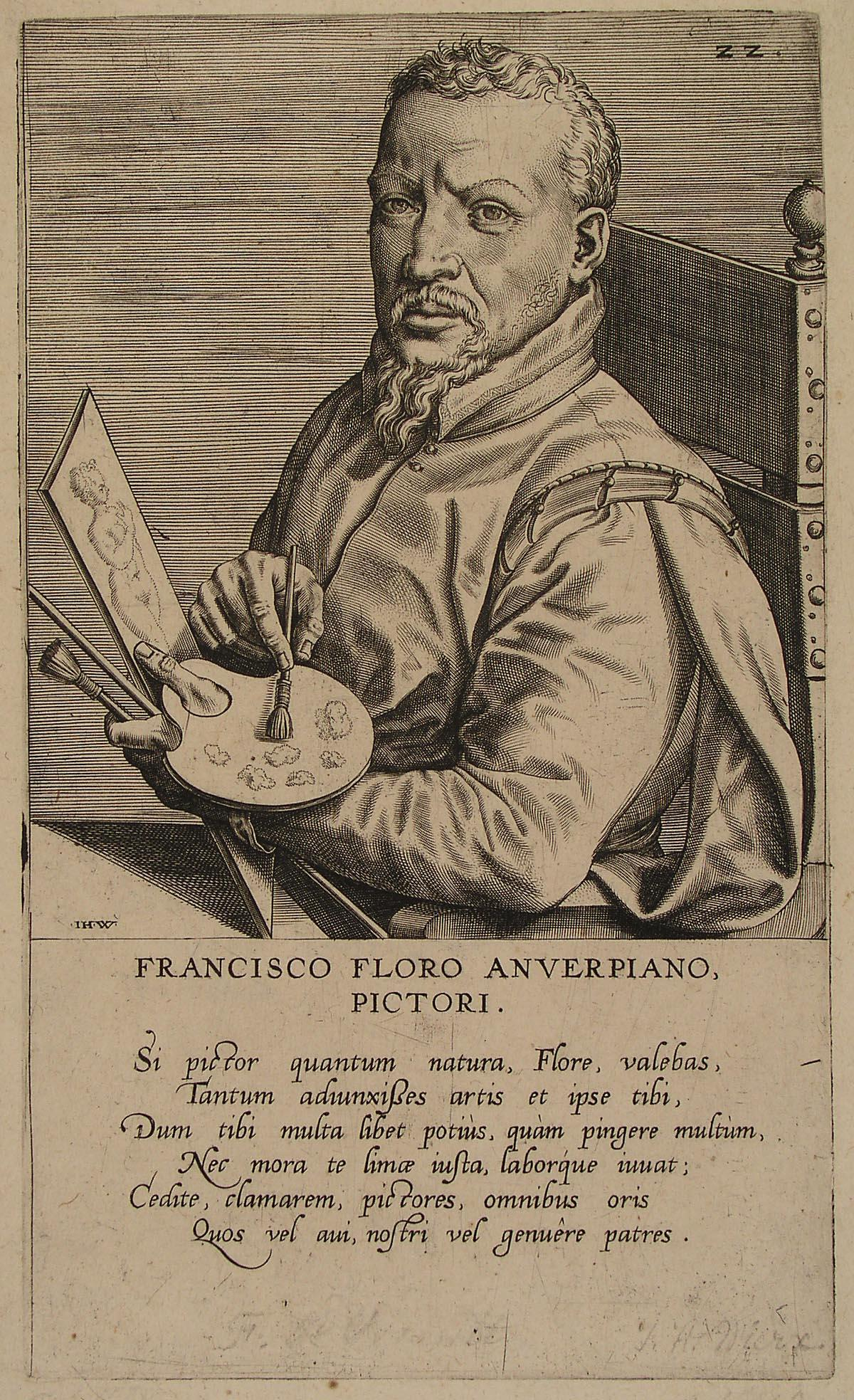
Retrat de Frans Floris per Hieronymus Wierix.

Frans Floris de Vriendt o Franck Floris de Vriendt (Anvers, c. 1519 - ídem;1570) fou un pintor flamenc del segle xvi.
Després de viatjar en la seva joventut a Itàlia en on es va dedicar a estudiar als grans mestres (Leonardo, Miquel Àngel, Rafael entre d'altres) va retornar a la seva ciutat natal per establir-s'hi definitivament.
Frans Floris de Vriendt destaca per haver introduït el manierisme i un conjunt de trets pictòrics de procedència italiana que són anomenats "romanisme" a Flandes i els Països Baixos. D'altra banda va influir directament en el seu germà l'escultor i arquitecte Cornelis Floris de Vriendt. El seuparticular manierisme evidència temàticament i estilísticament els influxos de la pintura flamenca, en l'ús de colors sobris i en la tensió dels personatges en escenes com ara les del Judici Final.
La majoria de les seves realitzacions es troben als museus d'Anvers, Brussel·les, Florència, Châlons-en-Champagne i Múnic.

## Principals obres
- Els dotze treballs d'Hèrcules  (c. 1552 Museu de Belles Arts d'Anvers).
- La caiguda dels àngels rebels  (1554).
- El falconer  o  El falconer  (1558)
- Dona asseguda  (1558)
- El judici final  (1556)